# Red Dead Redemption
Red Dead Redemption je akční adventura z roku 2010, kterou vyvinulo studio Rockstar San Diego a vydala společnost Rockstar Games. Je duchovním pokračováním hry Red Dead Revolver, vydané v roce 2004, a druhým dílem herní série Red Dead. Red Dead Redemption je zasazeno v roce 1911, a to v období úpadku Divokého západu, a sleduje příběh Johna Marstona, bývalého psance, za jehož služby nájemného lovce mu vláda zajala manželku a syna. Tomu nezbývá než dostat tři členy své bývalé bandy před soud.
Hry byla vydána v květnu roku 2010 na herních konzolích PlayStation 3 a Xbox 360. Kritici pozitivně hodnotili její vizuální zpracování, hudbu, herecké obsazení, hratelnost a příběh. K roku 2017 prodala přes 15 milionů kopií. Mimo jiné získala několik ocenění, je jimi například cena roku od několika herních časopisů, a je považována kritiky za jednu z nejlepších videoher, které byly kdy vytvořeny. Po jejím vydání bylo do hry přidáno několik DLC (jedním z nich bylo například Undead Nightmare, které později vyšlo jako samostatná hra) a nový příběh, ve kterém Marston hledá lék na infekční zombie virus. Prequel s názvem Red Dead Redemption 2 byl vydán v říjnu 2018.

## Hratelnost
Red Dead Redemption je akční adventura žánru western, která je hraná z pohledu třetí osoby. Hráč ovládá postavu Johna Marstona a plní mise, aby postoupil v lineárním příběhu hry. V jejím epilogu ovládá postavu Johnova syna Jacka. Mimo mise se hráči mohou volně pohybovat v otevřeném světě, který tvoří fiktivní americké státy New Austin a West Elizabeth a fiktivní mexický stát Nuevo Paraíso. Hlavní formou přepravy jsou různá plemena koní, přičemž každý z koní má jiné atributy. Pokud chce hráč koně používat, musí je zkrotit ve volné přírodě nebo je ukrást. K rychlé přepravě může využít vlaků nebo dostavníků. Většina otevřeného světa je tvořena nezastavěnou plochou a nachází se v ní drsné a rozlehlé krajiny, po kterých cestují obchodníci a psanci a jsou obývány divokou zvěří. Lidé pak žijí buďto na osamocených farmách, nebo v přeplněných městech.